# Barbara Fatyga
Barbara Fatyga (ur. 24 grudnia 1953 we Wrocławiu) – polska kulturoznawczyni, socjolożka, antropolożka kultury. Profesorka nauk społecznych. Kierowniczka Katedry Metod Badania Kultury i Ośrodka Badań Młodzieży w Instytucie Stosowanych Nauk społecznych Uniwersytetu Warszawskiego, prezeska Zarządu Fundacji Obserwatorium Żywej Kultury – Sieć Badawcza.

## Działalność naukowa
W latach 1974–1977 studiowała we Wrocławiu kulturoznawstwo specjalizując się w zakresie teorii kultury (praca magisterska pod kierunkiem Stanisława Pietraszki). Po studiach była doktorantką m.in. w Instytucie Historii Architektury Sztuki i Techniki, później pracowała w Zespole Socjologii Nauki w Instytucie Nauk Społecznych Politechniki Wrocławskiej (współpracowała też z Zakładem Badań Stylu Życia IFiS PAN, zajmując się terenowymi badaniami stylu życia), Zakładem Socjologii Kultury w IS UŁ (wówczas pod kierownictwem Zbigniewa Bokszańskiego), Zakładem Antropologii Społecznej w IS UJ (wówczas pod kierownictwem Andrzeja Palucha). W latach 1986–1992 pracowała w Instytucie Badań Problemów Młodzieży w Warszawie (w tym okresie, w 1989 uzyskała stopień doktorski przedkładając pracę Teoretyczne koncepcje stylu życia w polskich badaniach socjologicznych (promotor: Edmund Wnuk-Lipiński), następnie twórczyni i kierowniczka Ośrodka Badań Młodzieży w Instytucie Stosowanych Nauk Społecznych Uniwersytetu Warszawskiego.
Od 1993 kieruje w ISNS UW, pierwszą w Polsce specjalizacją – Antropologia współczesności. Animacja działań lokalnych na studiach dziennych i zaocznych. Od 1999 doktor habilitowany (na podstawie pracy Dzicy z naszej ulicy. Antropologia kultury młodzieżowej). Od 2001 na stanowisku profesora UW. Od 2009 kieruje Zakładem Metod Badania Kultury (od 2017 roku Katedrą) i Ośrodkiem Badań Młodzieży w Instytucie Nauk Społecznych Uniwersytetu Warszawskiego oraz zespołem merytorycznym Obserwatorium Żywej Kultury. Od 2016 profesor tytularny.
Główne zainteresowania naukowe: socjologia i antropologia młodzieży, subkultury młodzieżowe, metodologia badań jakościowych, kultura współczesna, teoria kultury, metodologia badania przekazów ikonicznych, antropologia języka, antropologia i socjologia wsi, socjologia nauki.
Dwukrotnie przewodniczyła Oddziałowi Warszawskiego PTS. Członkini Komitetu Socjologii PAN (kadencja 2008–2011; członkini Prezydium Komitetu Socjologii PAN w kadencji 2011–2014). Współpracuje z licznymi instytucjami badawczymi i organizacjami pozarządowymi w Polsce i za granicą. Jest autorką ok. 200 publikacji naukowych, do 2019 wypromowała 9 doktorów.

## Wybrane publikacje
- Dzisiejsza młodzież. Stereotypy i rzeczywistość po 1989 roku, Warszawa 1997: Ministerstwo Edukacji Narodowej
- Młodzież w Polsce i w Niemczech na tle sytuacji społecznej w obu krajach: synopsa wybranych badań, Warszawa 1997 Polsko-Niemiecka Współpraca Młodzieży
- Barbara. Fatyga: Dzicy z naszej ulicy: antropologia kultury młodzieżowej. Warszawa: Ośrodek Badań Młodzieży, 1999. ISBN 83-909853-3-0. Brak numerów stron w książce
- (współautorka) Alkohol a młode pokolenie Polaków połowy lat dziewięćdziesiątych. Warszawa: Państwowa Agencja Rozwiązywania Problemów Alkoholowych, 1999. ISBN 83-86103-93-0. Brak numerów stron w książce
- Normalność i normalka. Próba zastosowania pojęcia normalności do badań młodzieży, Warszawa 2001, Instytut Stosowanych Nauk Społecznych UW, s. 378
- Barbara. Fatyga: Młodość bez skrzydeł: nastolatki w małym mieście: raport z badań i diagnoza sytuacji społeczno-kulturalnej. Warszawa: Instytut Stosowanych Nauk Społecznych UW, 2001. ISBN 83-915036-0-7. Brak numerów stron w książce
- Barbara. Fatyga: Style życia młodzieży a narkotyki: wyniki badań empirycznych. Warszawa: Instytut Spraw Publicznych, 2002. ISBN 83-88594-66-4. Brak numerów stron w książce
- Dwie prawdy o aktywności: uwarunkowania i możliwości działania młodzieży w środowisku lokalnym w perspektywie polityki młodzieżowej Rady Europy: raport z badań. Warszawa: Składnica Harcerska 4 Żywioły, 2005. ISBN 83-60077-09-6. Brak numerów stron w książce